# Austin Bold FC
El Austin Bold FC fue un equipo de fútbol de los Estados Unidos. Debutó en 2019 en la USL Championship, y desde 2021 el club se encuentra en inactividad.

## Historia
Fue fundado el 9 de agosto de 2017 en la ciudad de Austin, Texas luego de que su dueño Bobby Epstein entró en conflicto con Anthony Precourt luego de que este originalmente fuera suspendido por la MLS cuando le iba a dar una franquicia en la MLS a la ciudad de Austin, Texas, pero la terminó obteniendo el Columbus Crew.
El equipo jugó su temporada inaugural en 2019 y su sede está dentro del Circuito de las Américas entre el anfiteatro y la plaza que hay ahí.
Tras el término de la temporada 2021, el club entró en inactividad.

## Entrenadores
- Marcelo Serrano (2018-2021)
- Ryan Thompson (2021)